# Dragonfly (島谷ひとみの曲)
「Dragonfly」（ドラゴンフライ）は、島谷ひとみの24枚目のシングル。2007年2月21日発売。avex traxよりリリース。

## 解説
- 『CD』と初回限定盤『CD＋DVD』の2種類がある。

## 収録曲

### CD
1. Dragonfly
作詞:BULGE/作曲・編曲:yamazo
TBS系TV『アイチテル!』2月・3月度 エンディングテーマ。
2. Bye-Bye
作詞:島谷ひとみ/作曲・編曲:崎谷健次郎
3. Dragonfly (Instrumental)
4. Bye-Bye (Instrumental)

### DVD
1. Dragonfly (Single Version Music Clip)
2. Dragonfly (Music Clip Making)